# 紅鰭冠海龍
紅鰭冠海龍（学名：Corythoichthys haematopterus），又名紅鰭海龍、海龍，为輻鰭魚綱棘背魚目海龍魚科的其中一種，分布於印度西太平洋區，包括東非、塞席爾群島、安達曼群島、台灣、日本、菲律賓、新加坡、印尼、巴布亞紐幾內亞、澳洲、索羅門群島、帛琉、新喀里多尼亞、越南、'萬那杜等海域，棲息深度可達21公尺，體長可達19.8公分，棲息在有遮蔽物的岩石或沙地，卵胎生，成魚通常成對出現。